# Salzkotten
Salzkotten – miasto w Niemczech, położone w kraju związkowym Nadrenia Północna-Westfalia, w rejencji Detmold, w powiecie Paderborn. W 2010 roku liczyło 24 868 mieszkańców.

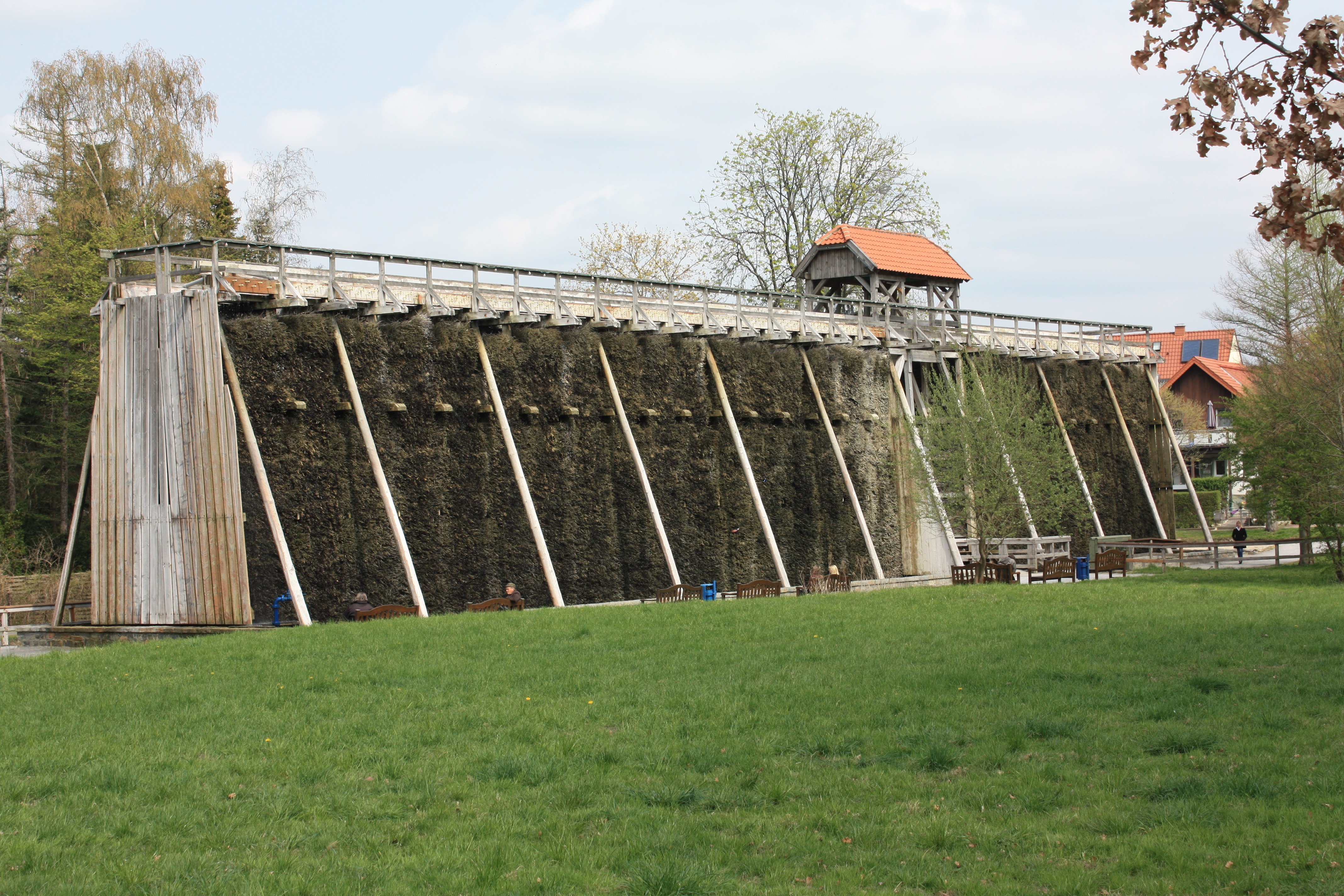
Tężnie w Salzkotten

## Współpraca
Miejscowości partnerskie:
- Belleville, Francja
- Brüssow, Brandenburgia
- Bystřice pod Hostýnem, Czechy
- Cartigny-l'Épinay, Francja (kontakty utrzymuje dzielnica Verlar)
- Cerisy-la-Forêt, Francja (kontakty utrzymuje dzielnica Scharmede)
- Seefeld in Tirol, Austria